# UNESCO-IHE
Az UNESCO-IHE (az angol Institute for Water Education rövidítése) egy 2003-ban létrehozott nemzetközi intézmény a vízügyi oktatás területén. Az UNESCO-IHE az elődszervezet IHE 1957-ben megkezdett munkát folytatja. Ekkor hirdette meg az IHE az első posztgraduális diploma kurzust fejlődő országbeli, gyakorló vízépítő mérnököknek.
Az UNESCO-IHE Delftben, Hollandiában található, de valamennyi UNESCO-tagország a tulajdonosa. Az UNESCO és a holland kormány közösen alapították, mint az UNESCO "I. kategóriás" oktatási intézményét. 
A világ egyik legnagyobb vízügyi oktatási intézménye és - az Egyesült Nemzetek intézményrendszerében egyedülállóan - akkreditált MSc, mesterfokozatú diplomát ad ki. 
Az UNESCO-IHE célkitűzései, tevékenységei a következők:
- Iránymutató vezető szerep betöltése a posztgraduális vízügyi oktatásban és folyamatos továbbképzésben;
- Továbbképzési programok szervezése elsősorban a fejlődő országok számára;
- Oktatási, tréning és kutatási programok kínálata, szervezése;
- Irányelvek összehangolása az UNESCO tagállamok számára;
- Szakértés és tanácsadás a vízügyi oktatás területén.

1957-es alapítása óta, az IHE-ben - ahogyan korábban ismerték - 14 000 majdnem kizárólag fejlődő országbeli, 160 országot képviselő mérnök és tudományos szakember posztgraduális képzése folyt, 75 PhD fokozatot ítéltek oda és számtalan kutatási és oktatási programot hajtottak végre világszerte. 